# Teresa Podemska-Abt
Teresa Podemska-Abt (ur. 28 lipca 1952 we Wrocławiu) – polska teoretyczka literatury, pisarka, poetka, tłumaczka, socjolog edukacji.

## Życiorys
Absolwentka polonistyki na Uniwersytecie Wrocławskim i podyplomowych studiów Edukacja i Wielokulturowość na University of Adelaide. Doktorat ze specjalnością „literatura aborygeńska” ukończyła na University of South Australia. Wcześniej, na Macquarie University w Sydney badała wpływ języka ojczystego na procesy uczenia się języka angielskiego przez Polaków. Zawodowo związana z AIATSIS. Stypendystka m.in. Departamentu Sztuki Południowej Australii, Australia Council for The Arts, Australian Postgraduate Award, UniSA Postgraduate Award.
Lauretka konkursów poetyckich w Polsce. Od 2007 roku jest jednym z redaktorów „Przeglądu Australijskiego”. Jest członkiem: Australijskiego Towarzystwa Autorów, Towarzystwa Pisarzy Południowej Australii, Australian Art Council oraz International PEN.
Publikuje m.in.: w Odrze, Postscriptum Polonistycznym, Czasie Kultury, Nowych Mediach, Tyglu Kultury, Polskiej Canadzie.

## Wybrane publikacje
- Pomieszały mi się światy, Adelaide: „OzPol” 1995.
- Australia, Tasmania, Nowa Zelandia, Poznań: „Kurpisz” 2000.
- Żywe sny, Kraków: „Miniatura” 2002.
- Świat tubylców australijskich: antologia literatury aborygeńskiej, wstęp i legendy oraz oprac., wybór i tł. Teresa Podemska-Abt, Kraków: „Wydawnictwo Krytyki Artystycznej” 2003.
- Dreaming and Dreamtime, czyli życie śnienie Pierwszych Mieszkańców Australii. Splątane słowa poezji aborygeńskiej, tłumaczenie i wstęp Teresa Podemska- Abt, „Poezja dzisiaj”, 2014, nr 106, s. 4–93.
- Spaces of literary wor(l)ds and reality: interpretation and reception of Aboriginal literature. Zielona Góra: Oficyna Wydawnicza UZG 2016.
- Składam człowieka, Kraków: Miniatura 2017.